# Syngnathus acus
Syngnathus acus, conosciuto comunemente come pesce ago, è un pesce d'acqua salata appartenente alla famiglia Syngnathidae, nonché specie tipo del genere Syngnathus.

## Distribuzione e habitat
Questa specie è diffusa nell'Atlantico orientale, dalla Norvegia, Isole Fær Øer e isole inglesi al Sahara meridionale, dalla Namibia al Capo di Buona Speranza, fino all'Oceano Indiano. È presente anche nel Mediterraneo e nel Mar Nero. Abita acque comprese tra -90 e -110 metri di profondità con fondali sabbiosi e fangosi, spesso anche praterie di Zostera.

## Descrizione
Presenta un corpo molto allungato e sottile, con muso cavallino. Sul dorso svetta una piccola pinna dorsale trapeziforme; la pinna caudale è arrotondata. Non sono presenti altre pinne oltre alle piccole pettorali. La livrea è mimetica: striata, fasciata e marmorizzata di avorio, beige e bruno scuro. Raggiunge una lunghezza massima di 50 cm.

## Biologia

### Riproduzione
È specie ovovivipara: la femmina depone le uova in una tasca ventrale del maschio, che "coverà" le uova per circa 35 giorni. Alla schiusa egli partorirà piccoli già formati.

### Alimentazione
Questa specie si nutre di crostacei (granchi, copepodi, misidacei), vermi policheti, pesci, larve e uova di pesce.

## Predatori
È preda abituale di Platycephalus indicus, Acanthopagrus schlegeli e Chelidonichthys capensis.